# Varidnaviria
Varidnaviria ist ein Realm von Viren.
Die Viren aus diesem Realm sind gekennzeichnet durch vertikal gefaltete Jelly-Roll-Kapside mit pseudohexameren (aus drei verschiedenen Dimeren oder zwei verschiedenen Trimeren bestehenden) Kapsomeren.
In dem Realm sind auch Vertreter, die keine solchen Strukturen aufweisen, deren evolutionäre Verwandtschaft mit Mitgliedern des Reiches aber klar nachgewiesen werden kann – höchstwahrscheinlich haben sie diese im Lauf der Evolution verloren.

## Systematik

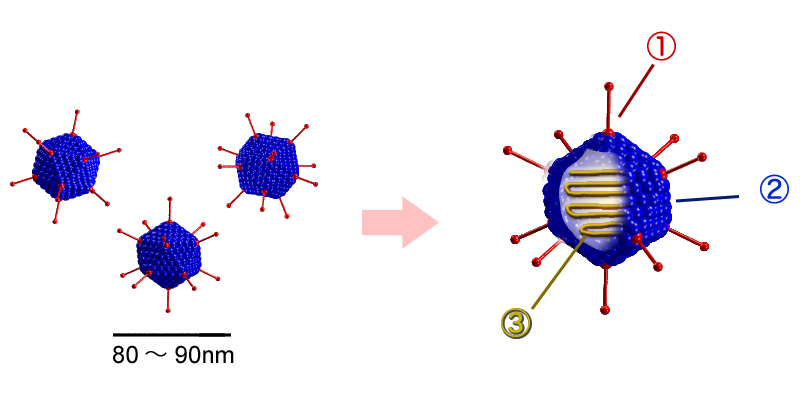
Struktur der Adenoviren

Im Realm Varidnaviria sind (mit Stand 3. März 2025) die folgenden Reiche durch das International Committee on Taxonomy of Viruses (ICTV) bestätigt:
- Realm Varidnaviria

- Reich Abadenavirae

- Phylum Produgelaviricota

- Klasse Ainoaviricetes (mit den Finnlakeviridae)
- Klasse Belvinaviricetes (früher Tectiliviricetes)
  - Ordnung Atroposvirales (mit den Skuldviridae)
  - Ordnung Belfryvirales (mit den Turriviridae)
  - Ordnung Coyopavirales (mit den Chaacviridae,  „Ixchelviridae“)
  - Ordnung Vinavirales (mit den Asemoviridae, Autolykiviridae, Corticoviridae, Mestraviridae, Parnassusviridae)

- Reich Bamfordvirae

- Phylum Nucleocytoviricota

- Klasse Megaviricetes (Riesenviren)
- Klasse Mriyaviricetes (mit den Yaraviridae)
- Klasse Pokkesviricetes (mit den Asfarviridae und Pockenviren)

- Phylum Preplasmiviricota

- Subphylum Polisuviricotina
  - Klasse Aquintoviricetes (mit den Phypoliviridae)
  - Klasse Pharingeaviricetes (früher Tectiliviricetes, mit den Adenoviridae)
  - Klasse Polintoviricetes (mit den Eupolintoviridae, früher Adintoviridae genannt)
  - Klasse Virophaviricetes (früher Maveriviricetes: Virophagen, mit den Ruviroviridae, Maviroviridae, Sputniviroviridae, Dishuiviroviridae, …)

- Subphylum Prepoliviricotina
  - Klasse Tectiliviricetes (mit den Tectiviridae)

Mit Master Species List (MSL) #40v1 vom 3. März 2025 wurden aufgrund unterschiedlicher evolutionärer Ursprünge ausgegliedert:
- Realm Singelaviria

- Reich Helvetiavirae

- Phylum Dividoviricota 

- Klasse Laserviricetes (schwanzlose, ikosaedrische Virionen – Virusteilchen – mit internen Lipidmembranen)

- ohne nähere Zuordnung: Kandidatenfamilie „Huracanviridae“

## Etymologie
Der erste Teil des Namens (vari) kommt aus dem Englischen (various); der mittlere Teil (dna) bezieht sich auf die Desoxyribonukleinsäure (DNA), da alle Mitglieder des Realm doppelsträngige DNA-Viren (dsDNA) sind; und der letzte Teil (viria) ist das Suffix für Realm. Ein früherer Namensvorschlag für diesen Realm hatte ähnlich auf Divdnaviria gelautet (mit div für diverse). Die Varidnaviria gehören als doppelsträngige DNA-Viren in der Baltimore-Klassifikation zur Gruppe I.